# Fiodor Nikitin

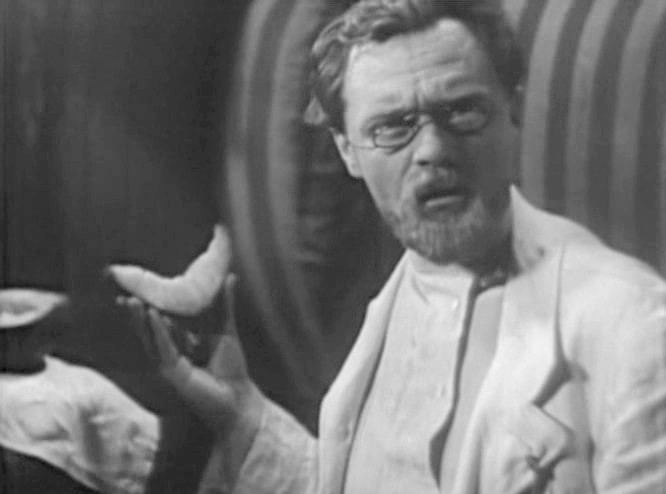
Fiodor Nikitin w filmie Samotny żagiel (Белеет парус одинокий) (1937)

Fiodor Michajłowicz Nikitin (ros. Фёдор Миха́йлович Ники́тин, ur. 20 kwietnia?/3 maja 1900 w Łochwicy, zm. 17 lipca 1988 w Moskwie) – radziecki aktor teatralny i filmowy. Ludowy Artysta RFSRR (1969). Dwukrotny laureat Nagrody Stalinowskiej (1950, 1951).

## Życiorys
Od 1917 roku występował na scenach prowincjonalnych, a w latach 1921–1924 na scenie MCHaT-u. W 1926 roku przeniósł się do Leningradu, gdzie występował w Leningradzkim Teatrze Dramatycznym.
Zdobył popularność w latach 20. dzięki rolom w filmach Fridricha Ermlera (m.in. Wykolejeni, Człowiek, który stracił pamięć), gdzie stworzył skomplikowane psychologiczne postacie. Grał również w filmach dźwiękowych takich jak Życie dla nauki oraz Musorgski.
Pochowany na Cmentarzu Wagańkowskim w Moskwie.

## Wybrana filmografia
- 1926: Wykolejeni[2] (Катька — бумажный ранет) jako Wad´ka Zawrażyn
- 1927: Dom w zaspach[2] (Дом в сугробах)
- 1928: Paryski szewc[2] (Парижский сапожник) jako głuchoniemy szewc Kirik Rudienko
- 1928: Mój syn (Мой сын)
- 1929: Człowiek, który stracił pamięć[2] (Обломок империи) jako Filimonow
- 1934:  Nowi ludzie (Песня о счастье) jako nauczyciel muzyki
- 1937: Samotny biały żagiel (Белеет парус одинокий) jako Baczej, ojciec
- 1949: Życie dla nauki[2] (Академик Иван Павлов) jako fizjolog Gleb Michaiłowicz Zwancew
- 1950: Musorgski[2] (Мусоргский) jako kompozytor Aleksandr Dargomyżski
- 1960: Opowieść północna[2] (Северная повесть) jako doktor Traube
- 1964: Muchtar na tropie (Ко мне, Мухтар!) jako weterynarz Zyrianow
- 1976: Kobietka[5] (Сладкая женщина) jako Szubkin
- 1984: Życie, łzy i miłość[2] (И жизнь, и слезы, и любовь…) jako Paweł Andriejewicz

## Nagrody i odznaczenia
- Nagroda Stalinowska (1950) – za rolę Zwancewa w filmie Życie dla nauki (1949)
- Nagroda Stalinowska (1951) – za rolę Aleksandra Dargomyżskiego w filmie Musorgski (1950)
- Ludowy Artysta RFSRR (1969)